# Sumo en los Juegos Mundiales de 2022
El Sumo en los Juegos Mundiales de 2022 es uno de los deportes que formaron parte de los Juegos Mundiales de 2022 celebrados en Birmingham, Alabama durante el mes de julio de 2022, y se llevó a cabo en el Auditorio Boutwell.

## Resultados

### Masculino
| Evento       | Oro                 | Plata                | Bronce              |
| ------------ | ------------------- | -------------------- | ------------------- |
| Lightweight  | Abdelrahman El-Sefy | Demid Karachenko     | Sviatoslav Semykras |
| Middleweight | Vazha Daiauri       | Shion Fujisawa       | Aron Rozum          |
| Heavyweight  | Hidetora Hanada     | Daiki Nakamura       | Rui Júnior          |
| Openweight   | Daiki Nakamura      | Baasandorjiin Badral | Oleksandr Veresiuk  |

### Femenino
| Evento       | Oro               | Plata             | Bronce           |
| ------------ | ----------------- | ----------------- | ---------------- |
| Lightweight  | Yuka Okutomi      | Miku Yamanaka     | Magdalena Macios |
| Middleweight | Sakura Ishii      | Karyna Kolesnik   | Monika Skibra    |
| Heavyweight  | Svitlana Yaromka  | Ivanna Berezovska | Airi Hisano      |
| Openweight   | Ivanna Berezovska | Hiyori Kon        | Svitlana Yaromka |

## Medallero
| Rank               | País               | Oro | Plata | Bronce | Total |
| ------------------ | ------------------ | --- | ----- | ------ | ----- |
| 1                  | Japón              | 4   | 4     | 1      | 9     |
| 2                  | Ucrania            | 3   | 3     | 3      | 9     |
| 3                  | Egipto             | 1   | 0     | 0      | 1     |
| 4                  | Mongolia           | 0   | 1     | 0      | 1     |
| 5                  | Polonia            | 0   | 0     | 3      | 3     |
| 6                  | Brasil             | 0   | 0     | 1      | 1     |
| Totales (6 países) | Totales (6 países) | 8   | 8     | 8      | 24    |